# Sacerdote de Limoges
Sacerdote de Limoges (Sarlat-la-Canéda, Aquitania, ca. 670 - Limoges, ca. 720), también llamado Sacerdote de Calviac, Sardot o Sardou, fue un monje, abad y después obispo de Limoges. Es venerado como santo por la Iglesia católica.

## Biografía
Había nacido en Sarlat, hijo de San Modano. Se hizo monje de la Orden de San Benito y fundó la abadía de Calviac, donde fue abad. Más tarde fue elegido obispo de Limoges. Fue exhumado en la Catedral de Sarlat, que se le dedicó en su nombre.

## Tradición de San Sacerdote de Sigüenza
Sobre la existencia de la reliquia de una cabeza en la catedral de Sigüenza (Guadalajara), se creyó que correspondería a este santo, ya que una inscripción la identificaba como Sanctus sacerdos Seguntinum (literalmente "San Sacerdote de Sigüenza"). La inscripción solo decía que la cabeza era de un sacerdote de Sigüenza, considerado santo, pero con el tiempo se interpretó como un nombre propio y, pretendiendo el nombre del obispo de Limoges, se le dio por Juan Tamayo de Salazar el nombre y el culto de San Sacerdote de Sigüenza. La festividad litúrgica, significativamente, se fijó el 5 de mayo, día que el Martirologio romano destina al obispo de Limoges, confirmando el caso como una duplicación de personalidad hagiográfica. Más tarde se descubrió que la cabeza correspondía a San Martín de Hinojosa, cistercisense del siglo XIII, sacerdote de la diócesis. La confusión, sumada a las falsedades difundidas por los falsos cronistas de los siglos XVI y XVII, hizo que el culto a este supuesto santo diferenciado se alargara en la piedad popular, ya que el calendario oficial no lo aceptaba.

## Tradición de San Sacerdote de Sagunto
Un nuevo error en la interpretación del topónimo hizo que en algunos santorales y calendarios apareciese un nuevo "santo" inexistente: Sacerdote de Sagunto, pensando que Seguntium correspondía a Sagunto, antiguo Morvedre, ciudad que llegó a tenenr un obispado. 